# Linda Thomas-Greenfield
Linda Thomas-Greenfield, född den 22 november 1952 i Louisiana, är en amerikansk diplomat som var USA:s ambassadör i FN 2021–2025.

## Bakgrund och privatliv
Thomas-Greenfield växte upp i en segregerad region av Louisiana som regelbundet terroriserades av Ku Klux Klan. Hennes far var en icke läskunnig diversearbetare. Hon avlade magisterexamen i offentlig förvaltning år 1975.
Före sin diplomatiska karriär arbetade Thomas-Greenfield som universitetslektor i statsvetenskap vid Bucknell University.
Thomas-Greenfield är gift med Lafayette Greenfield. Paret har två barn.

## Diplomatisk karriär
Mellan 2008 och 2012 var hon USA:s ambassadör i Liberia. Vidare har hon varit kommenderad i Pakistan, Schweiz, Nigeria och Jamaica. Hon har arbetat inom diplomati och utrikespolitik under 35 år.
I november 2020 utsåg president Joe Biden Thomas-Greenfield till USA:s FN-ambassadör. Biden ville också återställa FN-ambassadören som medlem av sitt kabinett. USA:s senat bekräftade Thomas-Greens nominering den 23 februari 2021.